# Chmelowe (Nowoukrajinka)
Chmelowe (ukrainisch Хмельове; russisch Хмелевое Chmelewoje) ist ein Dorf in der ukrainischen Oblast Kirowohrad mit 2549 Einwohnern (1. Januar 2024).

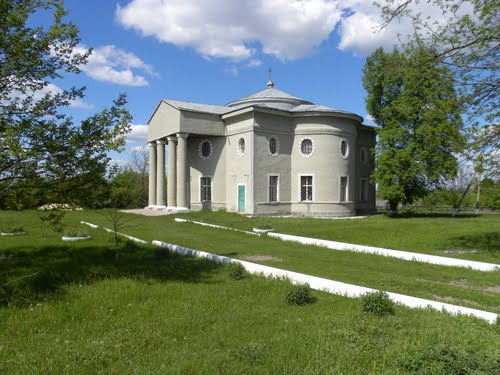
Kirche im Ort

Das in der Mitte des 18. Jahrhunderts gegründete Dorf ist das administrative Zentrum der gleichnamigen Landratsgemeinde im  Rajon Mala Wyska, zu der noch die Dörfer Sapaschka (Запашка, ⊙) mit etwa 50 Einwohnern, Kalakolowe (Калаколове, ⊙) mit etwa 160 Einwohnern und Nowopawliwka (Новопавлівка, ⊙) mit etwa 360 Einwohnern gehören.
Chmelowe liegt am Ufer des Kylten (Кильтень), einem 39 km langen Nebenfluss des Welyka Wys und an der Fernstraße M 12/E 50 etwa 28 km südwestlich vom Rajonzentrum Mala Wyska und etwa 70 km westlich vom Oblastzentrum Kropywnyzkyj.

## Söhne und Töchter der Ortschaft
- Oleksandr Masselskyj (Олександр Степанович Масельський; 1936–1996), Politiker der USSR und der Ukraine, Held der Ukraine